# ديفيد ر. بوين
ديفيد ر. بوين (بالإنجليزية: David R. Bowen)‏ هو سياسي أمريكي، ولد في 21 أكتوبر 1932 في هيوستن في الولايات المتحدة. حزبياً، نشط في الحزب الديمقراطي. وقد انتخب عضو مجلس النواب الأمريكي.